# IC 2377
IC 2377 ist eine linsenförmige Galaxie vom Hubble-Typ SB0/a im Sternbild Puppis am Südsternhimmel. Sie ist rund 262 Millionen Lichtjahre von der Milchstraße entfernt und hat einen Durchmesser von etwa 60.000 Lichtjahren. Vermutlich bildet sie gemeinsam mit IC 2375 und IC 2379 ein gravitativ gebundenes Galaxientrio.
Das Objekt wurde am 22. Februar 1898 von Herbert Alonzo Howe entdeckt.